# Nursery Cryme
| Recensione | Giudizio    |
| ---------- | ----------- |
| AllMusic   |             |
| OndaRock   | Consigliato |

Nursery Cryme è il terzo album in studio del gruppo musicale britannico Genesis, pubblicato il 12 novembre 1971 dalla Charisma Records.

## Storia
Si tratta del primo album del gruppo inciso dalla formazione con Phil Collins alla batteria e Steve Hackett alle chitarre, che resterà immutata fino all'abbandono da parte di Peter Gabriel nel 1975.
Il titolo allude alle nursery rhymes, le filastrocche per bambini diffuse nella cultura anglosassone, e gioca con l'assonanza di rhyme (rima) con crime (crimine), da cui la particolare grafia di cryme. Il riferimento è soprattutto al brano di apertura The Musical Box, che narra di un bimbo "decapitato con grazia" da una coetanea mentre i due giocano a croquet.
La poetica dei contrasti già introdotta in Trespass (con la copertina in stile primo Novecento sfregiata da un coltello, e musicalmente con l'accostamento di temi acustici e pastorali ad altri più marcatamente rock) prosegue in quest'album a partire proprio da The Musical Box, il cui testo accosta il candore del mondo infantile (rappresentato appunto da filastrocche, come Old King Cole) al macabro e al sesso, incarnati nella figura del piccolo protagonista, tornato dall'aldilà sotto forma di un vecchio lascivo, che cercherà invano di soddisfare le pulsioni carnali di una vita intera proprio sulla piccola compagna che l'aveva ucciso. Benché incisa dalla nuova formazione, The Musical Box era stata composta per una buona parte dal precedente chitarrista, Anthony Phillips; nel suo album Archive Collection Volume One è possibile ascoltarne una versione embrionale, intitolata F Sharp. Il brano, per il suo climax e per l'interpretazione di Gabriel sul palco, rimarrà un caposaldo dei concerti dei Genesis sino all'abbandono del cantante nel 1975.
For Absent Friends è un breve brano acustico il cui testo raffigura due vedove che rimpiangono i giorni con i loro mariti; è al contempo il primo brano cantato da Phil Collins e la prima composizione di Steve Hackett nella storia dei Genesis.
The Return of the Giant Hogweed è un altro lungo brano che lascia largo spazio alla tecnica dei musicisti. È ritenuto assieme a The Musical Box il primo esempio dell'uso, nel rock, della tecnica esecutiva detta tapping, già utilizzata in ambito folk e jazz, inaugurata qui da Steve Hackett (che, a suo dire, la riscoprì da solo) e sviluppata ampiamente da vari chitarristi rock in anni seguenti. Il testo è la storia surreale di una pianta erbacea originaria della Russia che, introdotta in Inghilterra da esploratori vittoriani per l'esposizione ai Giardini Reali Botanici di Kew, si vendica dell'esilio propagandosi a dismisura in tutto il Paese, fino a ordire «un assalto, minacciando la razza umana». La storia trae spunto da una specie botanica realmente esistente, l'Heracleum mantegazzianum (il testo del brano cita tale nomenclatura latina, ma con un errore: mantegazziani), pianta dagli effetti altamente urticanti sull'uomo la cui diffusione in Europa costituisce una minaccia per la biodiversità, specialmente in Inghilterra.
Il lato B si apre con Seven Stones, brano melodicamente complesso con arrangiamenti e produzione molto vicini ai contemporanei King Crimson più sinfonici di In the Wake of Poseidon – in particolare per l'uso del Mellotron – e con un testo sull'influsso del caso nelle vicende umane.
Harold the Barrel è una sorta di mini-operetta comica in tre minuti, con temi musicali ripartiti tra i vari personaggi; racconta di «un noto ristoratore di Bognor» braccato da polizia, stampa e «opinione pubblica britannica» poiché «si è tagliato le dita dei piedi e le ha servite per il tè». Tra flash di inviati della televisione e invettive moralistiche del sindaco e dell'uomo della strada, il protagonista finisce sul cornicione di un palazzo minacciando di gettarsi di sotto; sua madre, dalla finestra accanto, lo rimprovera: «Hai la camicia tutta sporca, e qui c'è un tipo della BBC!», frecciata satirica all'ossessione degli inglesi per l'apparenza anche in circostanze tragiche.
L'album prosegue con Harlequin, altro interludio acustico dal testo impressionistico, e si chiude con la lunga The Fountain of Salmacis, nuova narrazione epica in chiave rock del mito Ovidiano di Ermafrodito e Salmace.

## Copertina
Autore della copertina è il disegnatore Paul Whitehead che per i Genesis aveva già realizzato Trespass l'anno prima. Soggetto principale dell'illustrazione è la bambina di The Musical Box che sorridendo brandisce la mazza da croquet con la quale ha già decapitato diversi bimbi, le cui teste giacciono sparse attorno a lei; alle sue spalle, una bambinaia accorre su strani pattini a rotelle e un frustino in mano. Il resto della scena contiene elementi tratti dai testi di altri brani dell'album: il già citato Heracleum Mantegazzianum; la Venere di Milo (riferimento ad Afrodite, madre di Ermafrodito narrato in The Fountain of Salmacis); l'albero e il vecchio di Seven Stones (il vecchio gioca anch'egli a croquet con una testa di bimbo); in lontananza, sullo sfondo, le due vedove e il parroco di For Absent Friends e infine, in bilico su un cornicione, Harold The Barrel.
Lo stile a pastello è intenzionalmente antiquato, con finte crepe nel colore e buffi errori prospettici e di proporzione; l'autore si firma in un angolo, aggiungendo ironicamente al proprio nome un copyright retrodatato di un secolo ("© 1871"). Analoghi disegni in stile vittoriano accompagnano anche i testi dei brani nella copertina interna. Il soggetto della bambina sul campo da croquet verrà ripreso da Whitehead l'anno seguente, in miniatura, sulla copertina dell'album Foxtrot, nel quale il testo di Willow Farm dal brano Supper's Ready cita proprio The Musical Box.

## Accoglienza e lascito
Nel Regno Unito l'album venne inizialmente accolto con una certa freddezza, nonostante un'entusiastica nota promozionale di Keith Emerson, approdato l'anno prima con i Nice alla stessa etichetta dei Genesis, la Charisma. Riuscì ad entrare nella top 40 della Official Albums Chart solo alcuni anni dopo, in seguito al successo ottenuto dal gruppo con gli album successivi, nel maggio 1974.
L'album tuttavia iniziò a piazzarsi bene all'estero, precisamente in Francia e in Belgio, dove arrivò dritto al primo posto in classifica. Il management della Charisma organizzò di conseguenza un tour in quei Paesi, accolto entusiasticamente. A Bruxelles, il 20 e 21 marzo 1972, i Genesis eseguirono dal vivo per il programma TV Pop Shop i brani The Fountain of Salmacis, Twilight Alehouse, The Musical Box e The Return of the Giant Hogweed.
Nursery Cryme segna inoltre l'inizio del buon rapporto dei Genesis con l'Italia, che tributerà loro un successo allora imprevedibile per dimensioni e intensità; l'album, infatti, si piazza rapidamente nella top ten delle classifiche ed il primo tour italiano siglerà un sodalizio fra il gruppo e l'Italia che durerà sino alla fine della loro carriera: l'ultimo concerto dei Genesis in assoluto, al Circo Massimo di Roma il 14 luglio 2007 davanti a 500 000 persone, sarà anche immortalato nel DVD When in Rome 2007.
Nel film comico italiano Charleston (1977) di Marcello Fondato, il protagonista Bud Spencer fa la sua prima entrata in scena camminando per le strade di Londra con sotto braccio una copia di Nursery Cryme: il dettaglio non ha alcun collegamento evidente con la trama della commedia e pertanto potrebbe trattarsi di un omaggio del regista al gruppo inglese.
La più nota tribute band dei Genesis, i canadesi The Musical Box, devono il loro nome al brano omonimo tratto da quest'album.

## Tracce
Testi e musiche di Tony Banks, Phil Collins, Peter Gabriel, Steve Hackett, Mike Rutherford.
Lato A
1. The Musical Box – 10:27
2. For Absent Friends – 1:48
3. The Return of the Giant Hogweed – 8:12

Lato B
1. Seven Stones – 5:09
2. Harold the Barrel – 3:01
3. Harlequin – 2:55
4. The Fountain of Salmacis – 7:56

## Formazione
- Peter Gabriel – voce, flauto, grancassa, tamburello
- Steve Hackett – chitarra elettrica, chitarra a 12 corde
- Mike Rutherford – basso, bass pedal, chitarra a 12 corde, voce
- Tony Banks – organo, mellotron, pianoforte, pianoforte elettrico, chitarra a 12 corde, voce
- Phil Collins – batteria, percussioni, voce

## Classifiche
| Classifica (1971-2021) | Posizione massima |
| ---------------------- | ----------------- |
| Belgio                 | 1                 |
| Grecia                 | 19                |
| Italia                 | 4                 |
| Regno Unito            | 39                |